# Toxophora diploptera
Toxophora diploptera är en tvåvingeart som beskrevs av Speiser 1910. Toxophora diploptera ingår i släktet Toxophora och familjen svävflugor. Inga underarter finns listade i Catalogue of Life.